# Онія I
Онія I (іврит) - син Яддуи, згаданого в Неємії. За словами Йосипа Флавія, кажуть, що ця Яддуа була сучасником Александра Македонського (правив у 336-323 рр. до н.е.). I Маккавеї розглядають Онію як сучасника спартанського царя Арея I (309-265 рр. до н.е.). «Йосиф... помиляється, поміщаючи його в часи Онії III замість Онії I, який був первосвящеником близько 300 р. до н.е. (пор. Мурашка. xi 347 ).»
Симон Справедливий, прославлений у Мудрості Сіраха (за єврейським текстом син Йонатана, але за грецьким текстом син Онії) і в легенді, ймовірно, був сином Онії I або, за деякими даними, онука останнього Онія II.

## Патрілінійне походження
- Авраам
- Ісаак
- Яків
- Леві
- Кехат
- Амрам
- Аарон
- Елізар
- Фінеес
- Абішуа
- Буккі
- Уззі
- Зерахія
- Мерайот
- Амарія
- Ахітуб
- Садок
- Ахімааз
- Азарія
- Йоханан
- Азарія II
- Амарія
- Ахітуб
- Садок І.І
- Шалум
- Хілкія
- Азарія
- Серайя
- Єгозадак
- Джошуа Первосвященик
- Йояким
- Еліашіб
- Йояда
- Йоханан
- Джаддуа

## Ресурси
- Готтайл, Річард і Семюель Краусс. «Оня». Єврейська енциклопедія . Funk and Wagnalls, 1901–1906, який цитує таку бібліографію:

- H. P. Chajes, Beiträge zur Nordsemitischen Onomatologie, p. 23, Vienna, 1900 (on the name);
- Herzfeld, Gesch. des Volkes Jisrael, i. 185-189, 201-206;
- Heinrich Grätz, Gesch. 2d ed., ii. 236;
- Emil Schürer, Gesch. 3d ed., i. 182, 194-196; iii. 97-100;
- Niese, in Hermes, xxxv. 509;
- Wellhausen, I. J. G. 4th ed., p. 248, Berlin, 1901;
- Willrich, Juden und Griechen vor der Makkabäischen Erhebung, pp. 77, 109, Göttingen, 1895;
- Adolf Büchler, Die Tobiaden und die Oniaden, pp. 166, 240, 275, 353, Vienna, 1899;
- J. P. Mahaffy, The Empire of the Ptolemies, pp. 217, 353, London, 1895;
- Gelzer, Sextus Julius Africanus, ii. 170-176, Leipsic, 1885;
- Isaac Hirsch Weiss, Dor, i. 130 (on the halakic view of the temple of Onias).